# Mausoleo de Gaspard Monge
El Mausoleo de Gaspard Monge (en francés: Mausolée de Gaspard Monge) es una estructura donde están depositados los restos Gaspard Monge, en el cementerio de Père Lachaise, en París, Francia. 
Gaspard fue profesor de Geometría en la École Polytechnique de París, y con Denon acompañó a Napoleón Bonaparte en su expedición a Egipto, con el fin de hacer dibujos de las antigüedades arquitectónicas y esculturas, y las otras las delimitaciones geográficas de ese antiguo país. Volvió a París, donde ayudó a Denon en la publicación de sus antigüedades. En su partida, los alumnos de la Escuela Politécnica erigieron este mausoleo a su memoria, como testimonio de su estima, con un diseño hecho por su amigo Denon. El mausoleo está inspirado en la arquitectura egipcia.